# Insjallah
Insjallah (ook geschreven als Inshallah, In Sha Allah (إِنْ شَاءَ ٱللَّٰهُ), Insha'Allah of En sha Allah) is een Arabische term die zoveel betekent als 'als God het wil'. De betekenis is vergelijkbaar met het christelijke Deo volente, in het Nederlands (België): 'Als 't God belieft'.
De term insjallah wordt onder meer door Arabieren gebruikt in situaties dat men iets graag wil, maar als het onzeker is of dat lukt, bijvoorbeeld een afspraak om elkaar morgen te zien of als men zegt dat men zijn studie over drie jaar afrondt. Het kan ook gebruikt worden wanneer men iets wenst wat waarschijnlijk niet zal plaatsvinden. In het Nederlands wordt dan 'misschien' gebruikt of 'ik hoop het'. Daarnaast wordt insjallah gebruikt wanneer men met tegenzin instemt met iets, waar men in het Nederlandse taalgebruik zou zeggen "als het écht moet...".

## Herkomst
Volgens soera De Spelonk 9-22 vroegen enkele jongelingen aan God genade, waarna zij in een toestand als vergelijkbaar met slaap terechtkwamen. Het blijft onvermeld hoe lang dat zij in deze toestand verkeerden. Volgens de islamitische tradities testten rabbijnen Mohammed op zijn profeetschap, omdat het aantal jaren alleen bekend zou zijn bij profeten. Mohammed antwoordde de rabbijnen dat hij de volgende dag hierop zou antwoorden. Na enkele dagen werd aan hem geopenbaard dat alleen God het antwoord weet. Ayaat 23 en 24 vervolgen met:
En zeg niet over iets: "Ik zal het morgen doen" zonder (er bij te zeggen): "Indien het God behaagt." En wanneer gij het vergeet, gedenk dan uw Heer en zeg: "Ik hoop, dat mijn Heer mij nog dichter dan thans naar de rechte weg zal leiden."
Volgens tafsir mogen mensen niet zeggen dat ze iets de volgende dag gaan doen zonder de toevoeging 'insjallah'.
Het inshallah kan teruggeleid worden tot de kadar. Volgens de meeste theologen heeft de mens een vrije wil, maar de uiteindelijke beslissing ligt bij God.